# Penny Whetton
Penny Whetton, née le 5 janvier 1958 à Melbourne et morte le 11 septembre 2019 à Sisters Beach en Tasmanie, est une  climatologue australienne. Elle s'est particulièrement intéressée aux effets du réchauffement climatique en Australie.

## Biographie
Elle a étudié à l'université de Melbourne. Elle commence sa carrière de chercheuse à l'université Monash. Elle a publié de nombreux articles dans des revues scientifiques ainsi que dans des publications plus grand public.

## Vie personnelle
Elle est mariée à la sénatrice écologiste Janet Rice avec qui elle a deux fils.